# Phytomyza arnicae
Phytomyza arnicae este o specie de muște din genul Phytomyza, familia Agromyzidae, descrisă de Erich Martin Hering în anul 1925. Conform Catalogue of Life specia Phytomyza arnicae nu are subspecii cunoscute.